# Mao Anqing
Mao Anqing (en chino simplificado: 毛岸青; Changshá; 2 de noviembre de 1923-23 de marzo de 2007) fue el último hijo superviviente de Mao Zedong, fundador y Presidente de la República Popular China. Fue el segundo hijo del líder comunista chino con su segunda esposa, Yang Kaihui. Sufrió de una enfermedad mental, posiblemente esquizofrenia. Trabajó como intérprete de ruso para el Partido Comunista de China pero nunca tomó parte en la política activa.

## Primeros años
Mao Anqing, al igual que su padre, nació en Changsha, en la provincia de Hunan. Su madre fue ejecutada por un señor de la guerra local llamado He Jian en 1930. Mao Anqing, su hermano mayor Mao Anying (que moriría en el frente de la guerra de Corea años después) y su hermano pequeño Mao Anlong escaparon a Shanghái. Su padre se encontraba en Jiangxi en ese momento, por lo que encargó el cuidado de sus hijos a sus camaradas shangaineses. Pasaron algún tiempo viviendo en las calles, y Mao Anqing fue brutalmente apaleado por un policía en 1933. Algunos culparon a esta paliza de causar su posterior enfermedad mental. Su hermano pequeño Mao Anlong murió en Shanghái.
Mao y su superviviente hermano mayor fueron enviados a París en 1936, para más tarde establecerse en Moscú, donde permanecerían hasta 1947. Los hermanos Mao participaron en la Segunda Guerra Mundial dentro de las filas del Ejército Rojo contra la Alemania nazi.

## Vida posterior
Los hermanos Mao regresaron a China en 1947 y se unieron al Partido Comunista de China. Las fuerzas comunistas dirigidas por su padre derrotaron a las fuerzas nacionalistas del Kuomintang en China Continental en 1949, proclamando la República Popular China el 1 de octubre. Su hermano fue abatido en 1950 mientras luchaba en la guerra de Corea, lo que hizo empeorar la enfermedad mental que padecía. Debido a ello, pasó considerables períodos de tiempo en sanatorios mentales.
Mao Anqing trabajó como investigador en la Academia de Ciencias Militares del Ejército Popular de Liberación, así como en el Departamento de Publicaciones del Comité Central del PCCh. En ese departamento su labor principal fue la de traducir libros del ruso al chino mandarín, pues fue también un lingüista especializado en la lengua rusa. También escribió varios libros acerca de su padre.

## Vida personal
Se casó con Shao Hua en septiembre de 1960, quien se convertiría después en mayor general del EPL y en miembro de la Conferencia Consultiva Política del Pueblo Chino. La pareja tuvo un único hijo, Mao Xinyu, que nació en 1970. Ellos son los únicos descendientes varones conocidos de Mao Zedong.
Finalmente, Mao Anqing falleció en Pekín el 23 de marzo de 2007, a los 82 años de edad. Su viuda Shao moriría poco más de un año después, el 24 de junio de 2008.